# Yudanagara
Yudanagara is een bestuurslaag in het regentschap Kota Tasikmalaya van de provincie West-Java, Indonesië. Yudanagara telt 4651 inwoners (volkstelling 2010).